# Tsararano (Maevatanana)
Tsararano est une commune urbaine malgache située dans la partie sud-est de la région de Betsiboka.